# 뎀 (영화)
《뎀》(프랑스어: Ils, 영어: Them)은 2006년 프랑스-루마니아 합작 공포 영화이다. 다비드 모로와 그자비에 팔뤼 감독이 연출했고, 올리비아 보나미, 미카엘 코엔이 출연했다. 별장에 들이닥친 살인마를 만난 커플의 이야기를 다룬다. 2002년 발생한 실화를 바탕으로 하였다고 홍보되었다.

## 줄거리
프랑스에서 루마니아 부쿠레슈 근교의 한적한 시골집으로 이사 온 젊은 교사 클레멘타인은 연인 루카스와 함께 평화로운 생활을 시작한다. 어느 날 밤, 낯선 음악 소리에 잠에서 깬 둘은 집 밖에서 자신들의 차가 사라진 것을 발견한다. 차를 찾으려던 루카스는 집 안에서 TV가 켜져 있고 수도꼭지가 틀어져 있는 등 이상한 상황들을 마주하게 된다. 그러던 중 갑자기 침입자가 나타나 루카스는 다리에 부상을 입고, 둘은 욕실로 피신한다. 클레멘타인은 다락방을 통해 탈출을 시도하지만 침입자에게 붙잡히고, 가까스로 그를 밀쳐 떨어뜨린 뒤 루카스와 함께 집에서 도망친다. 
숲으로 도망친 둘은 울타리를 만나게 되고, 부상당한 루카스는 울타리를 넘지 못해 덤불 속에 숨는다. 클레멘타인은 도움을 요청하러 나섰다가 두 개의 손전등 불빛을 발견하고 침입자들이 자신을 쫓아오고 있음을 깨닫는다. 그녀는 차를 찾아냈지만 침입자들에게 둘러싸인다. 루카스는 클레멘타인의 비명을 듣고 그녀를 찾아 나서고, 하수구 맨홀을 발견한다. 하수구 안에서 클레멘타인은 십 대 침입자에게 고문당하고 있고, 옆에는 어린 소년이 앉아 괴롭히지 말라고 말한다. 루카스는 십 대 침입자를 죽이고 어린 소년의 도움으로 클레멘타인과 함께 하수구를 탈출하지만, 어린 소년은 돌변해 루카스를 끌고 간다. 클레멘타인이 어린 소년을 죽이려 하자 그는 "왜 우리랑 같이 안 놀아줘?"라고 묻고, 클레멘타인도 끌려간다.
영화는 복면을 쓴 네 명의 아이들이 숲에서 나와 버스를 타러 가는 장면으로 끝난다. 화면에는 클레멘타인과 루카스의 시신이 5일 뒤에 발견되었고, 살인자들은 10~15세의 아이들이었다는 설명이 나온다. 심문 과정에서 가장 어린 아이는 그날 밤의 사건을 "그들이 우리와 놀아주지 않아서"라고 설명한다.

## 출연진
- 올리비아 보나미 - 클레망틴
- 미카엘 코엔 - 뤼카
- 아드리아나 모카 - 일로나
- 마리아 로만 - 산다
- 카멜리아 막심 - 마리아